# Perwez
Perwez (neerlandeză Perwijs, valonă Perwé) este o comună francofonă din regiunea Valonia din Belgia. Comuna este formată din localitățile Perwez, Malèves-Sainte-Marie-Wastines, Orbais, Thorembais-les-Béguines și Thorembais-Saint-Trond. Suprafața totală este de 50,81 km². La 1 ianuarie 2008 comuna avea o populație totală de 7.773 locuitori. 